# Iowan Old Style
Iowan Old Style es una familia tipográfica digital diseñada por el tipógrafo estadounidense John Downer. Fue lanzada por Bitstream en 1991.
El trazado de Iowan Old Style está inspirado en los tipos con serifas italianos del Renacimiento, también llamados old-style o venecianos. También recoge influencia del propio trabajo de Downer como rotulador.
En comparación con los modelos históricos en los que se basa, Iowan tiene una altura de la x más alta, lo que significa que las letras minúsculas son más altas y parecen más grandes y anchas. El resultado es una tipografía más adecuada para su uso en pantallas. Iowan se utiliza como fuente predeterminada en la aplicación Apple Books y se incluye como parte del paquete de fuentes en iOS y macOS .

## Diseño
Downer ha descrito su propio diseño como “más veneciano que aldino”, influenciado por la caligrafía. Una de las peculiaridades de Iowan es que los puntos de las íes y jotas tienen forma diamante, similar a los de Goudy Old Style.
Originalmente, Iowan sería un proyecto para la ITC, pero después de que la compañía abandonara la idea de publicarla, el diseño fue comprado por Matthew Carter para Bitstream, que la digitalizó y publicó. Bitstream luego revisó el diseño y agregó ornamentos tipográficos y un conjunto especial para componer títulos. El conjunto total también incluye versalitas y ligaduras, así como caracteres cirílicos.